# クライスラー・ビルディング
クライスラー・ビルディング（Chrysler Building）は、アメリカのニューヨーク市マンハッタン区タートル・ベイにある超高層ビル。その優美な姿はニューヨークの摩天楼のなかでも特徴的なものであり、アメリカ合衆国のシンボルの一つである。

## 概要
クライスラー・ビルディングはレキシントン・アベニューと東42丁目の角（グランド・セントラル駅のすぐ東）に建つ。ウィリアム・ヴァン・アレン (en) がウォルター・クライスラーによる自動車メーカー・クライスラー本社ビル建設プロジェクトのために設計した。
もともとは自動車メーカーのために建てられたことから、各所に当時の自動車をモチーフとした装飾が施されている。頂部・壁面・内装にアール・デコの装飾が施されている。完成した1930年から1950年代半ばまでクライスラー社の本社が所在していたが、建設費はすべてウォルター・クライスラー個人の資産で支払われた。
クライスラーの手から離れた後、ドイツの投資会社とアメリカの不動産会社、保険会社が所有した。2008年7月にアラブ首長国連邦のファンドが所有権の75パーセントを買収したが、
2019年にはオーストリアの不動産業者であるシグナ・ホールディングスとニューヨークの不動産開発業者RFRホールディングがジョイントベンチャーで買収した。さらに2023年11月にはシグナ・ホールディングスが破産したため、所有権はさらに移転することが見込まれている。
2007年度にアメリカ建築家協会より発表されたAmerica's Favorite Architecture（アメリカの人気建築物）では、第9位に選ばれている。このビルはアール・デコ建築の古典的代表作とみなされている。
18-8ステンレス鋼を最初に大量使用した建築物でもある。

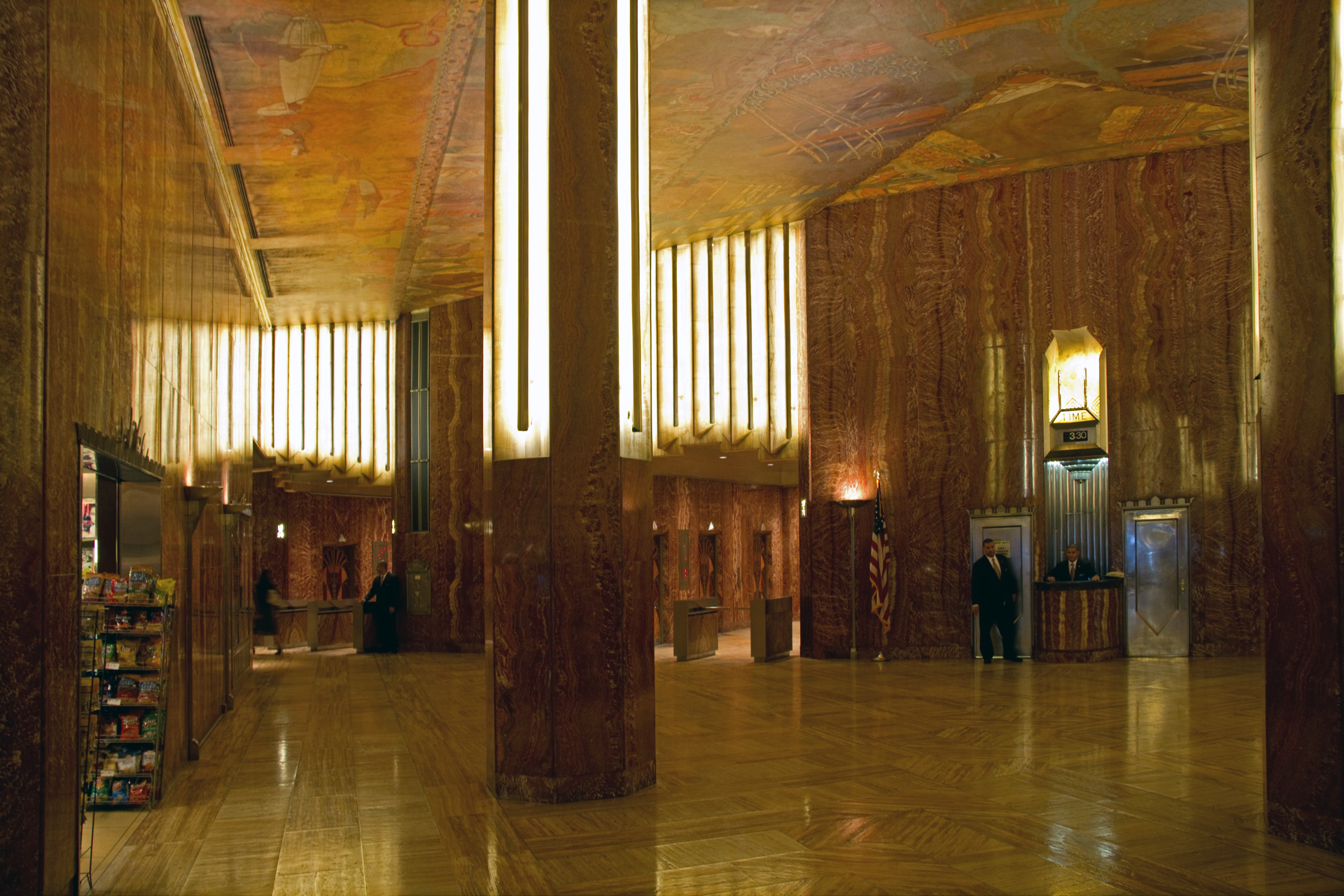
ロビー

## 歴史
クライスラー・ビルディングは高さ世界一の超高層ビルを目指して1928年9月19日に着工した。当時、ニューヨーク市内では高さ世界一を狙う超高層ビルの建設競争ブームの真っただ中であった。この建設は特にウォール街のウォールタワーと世界一の高さを競って、当時としては猛烈なピッチで進められた。平均して1週間で4階分の高さを増していくというペースにもかかわらず、この建設工事中に死亡した作業員はいなかった。当初の計画では246メートルであったが、ライバルのウォールタワーは高さ260メートルの計画で建設を進めていた。そこで、世界一を目指すウォルター・クライスラーの意向を受けて282メートルへと設計変更された。しかしウォールタワーはさらに急遽計画を変更し、1930年4月に高さ283メートルで完成した。この時点ではいまだ竣工前の282メートルのクライスラー・ビルディングをわずかに上回り世界一のビルとなった。ところがウォールタワーの直前の設計変更を聞いていたクライスラー・ビルディングの設計者ウィリアム・ヴァン・アレンは、ウォルター・クライスラーの許可を得て、ビルの上に追加する38メートルの尖塔の製造を秘密裏に開始していた。この尖塔は4つのパーツに分けてビル内部で製造され、1929年10月23日に尖塔の底辺部分が一度ビルの上のドームに取り付けられ、すぐさまビルの66階の内部に戻された。
1930年5月20日に38メートルの尖塔を追加して319メートルとなり、クライスラー・ビルディングは完成した。5月27日にこのビルは一般に開業した。こうしてウォールタワーを上回り、世界一高いビルの座につくことができた。しかし、翌年の1931年にエンパイア・ステート・ビルディングの完成により、世界一の座を明け渡すことになる。それでもアメリカの1920年代の繁栄の歴史を物語るニューヨークの摩天楼の中の傑作である（なおクライスラー・ビルディングは世界一の座こそ僅か1年で明け渡したが、世界2位の座はシカゴにジョン・ハンコック・センターが出来るまで実に38年にもわたって維持している）。また尖塔の追加によりエッフェル塔の312.3メートルも抜き、ビル以外の建築物も含めて世界で一番の高さとなった（エッフェル塔は1957年のアンテナの追加により、現在はクライスラー・ビルディングよりも高い）。

## ギャラリー

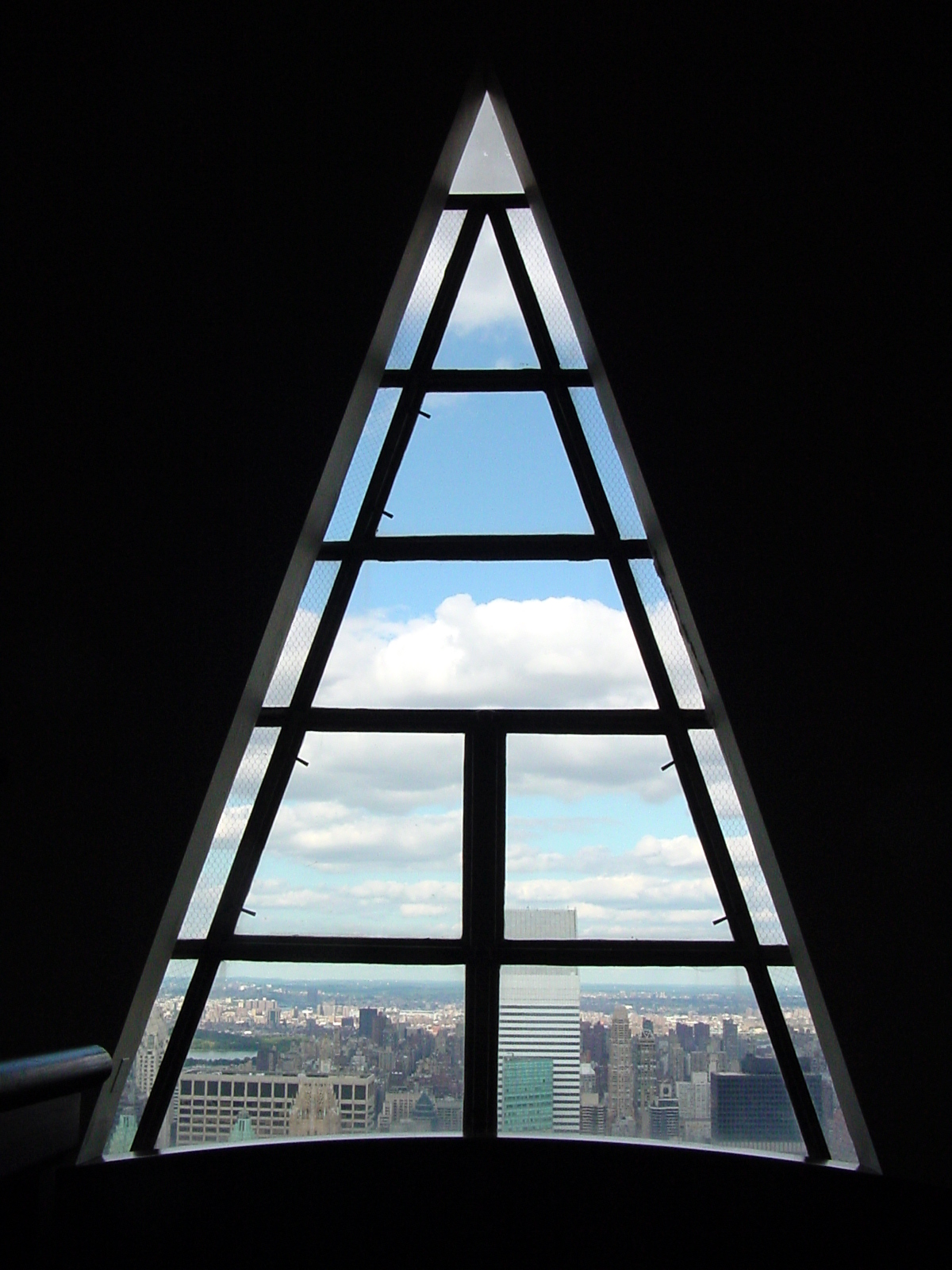
北側の三角窓からの景色
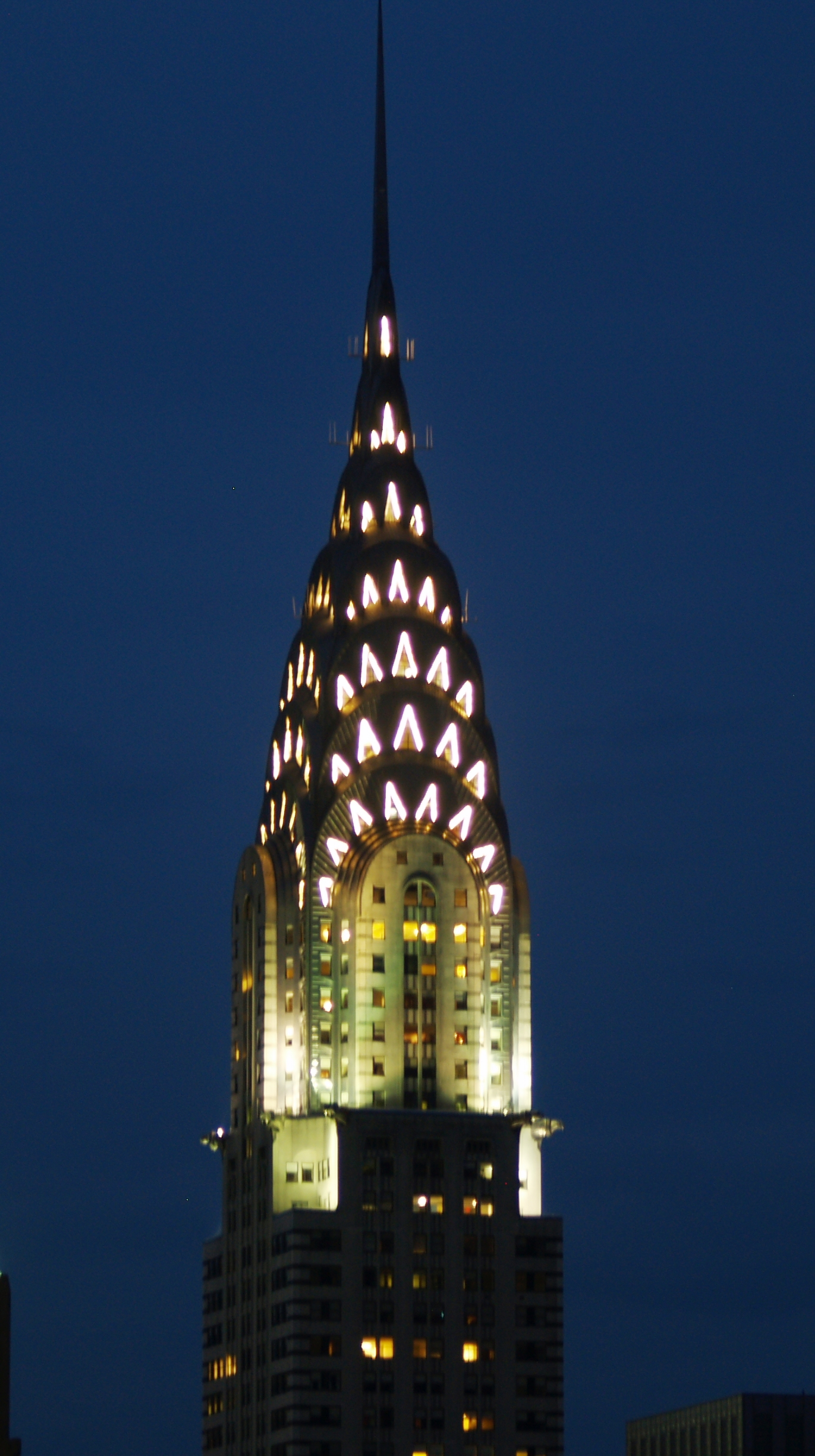
夜景
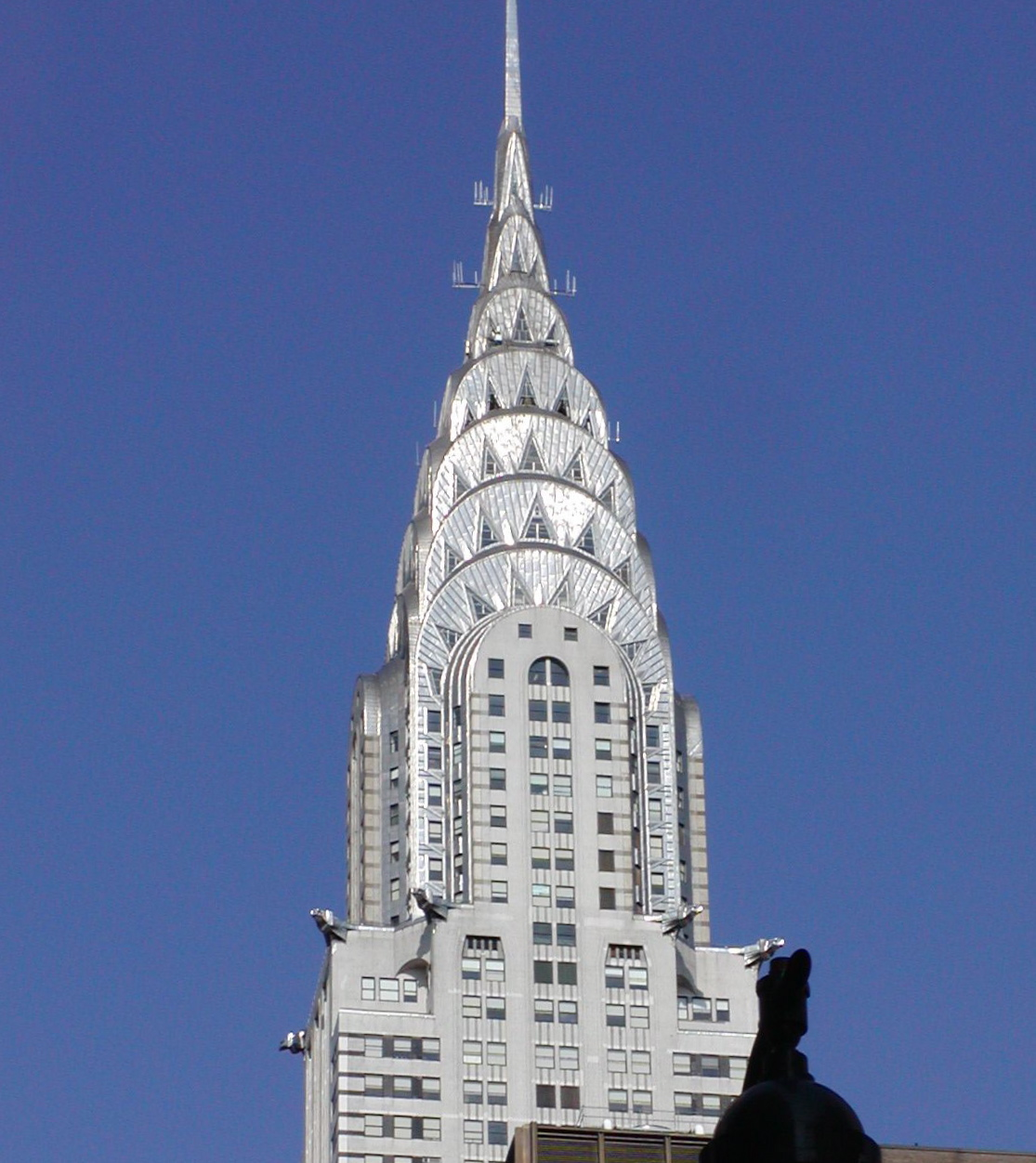
最頂部
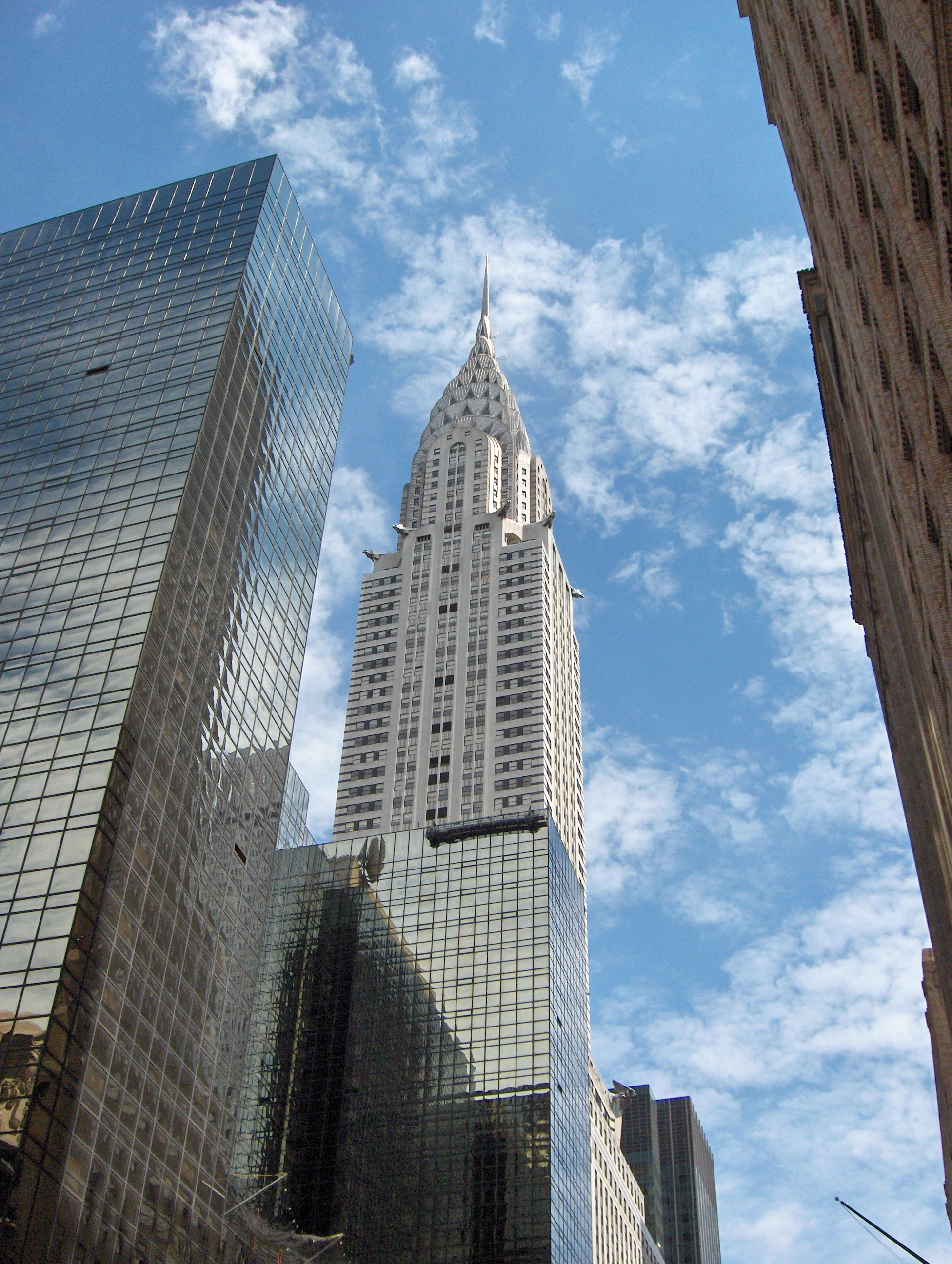
空にそびえるビル
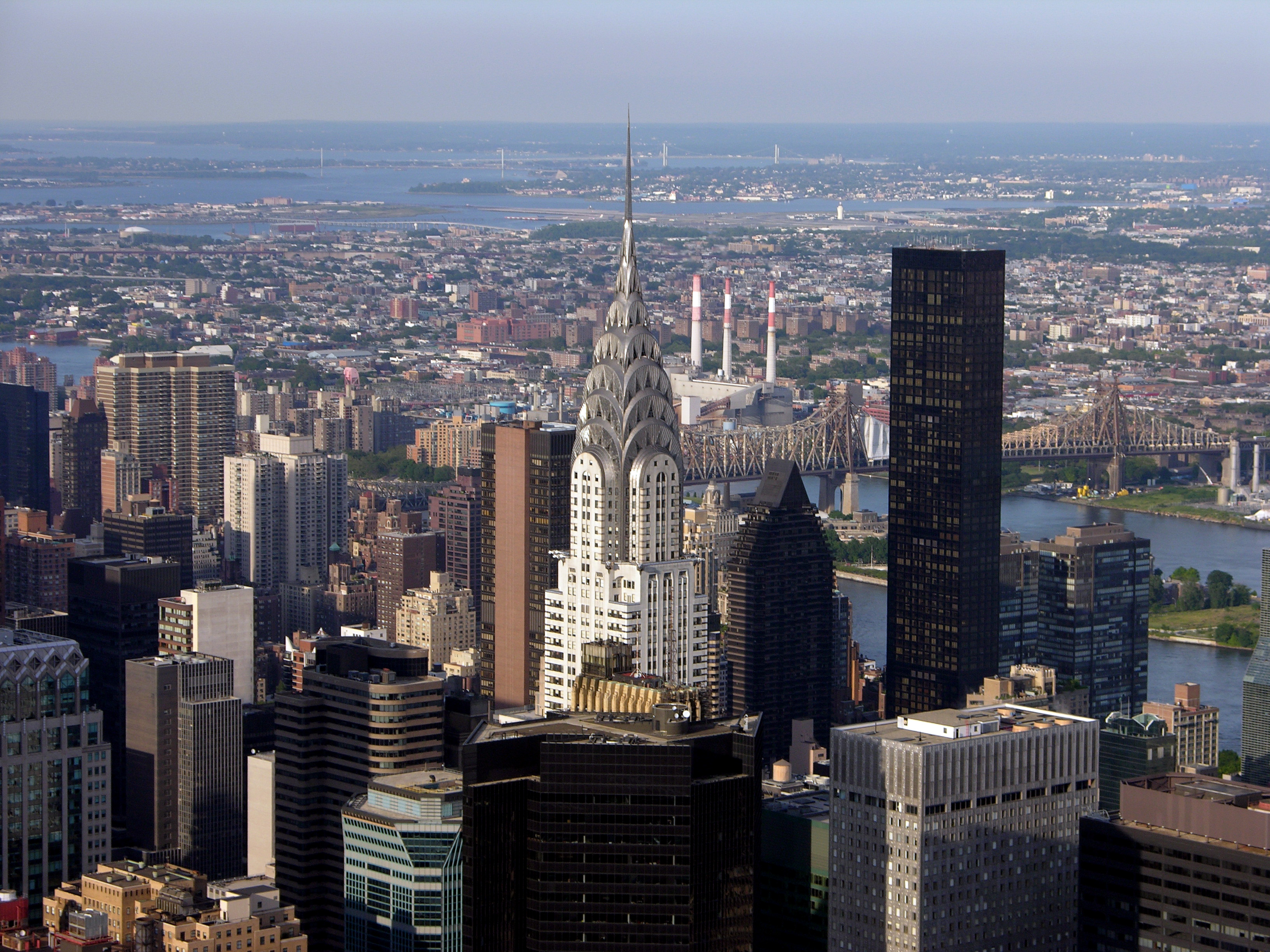
エンパイアステートビルから見たクライスラー・ビルディング
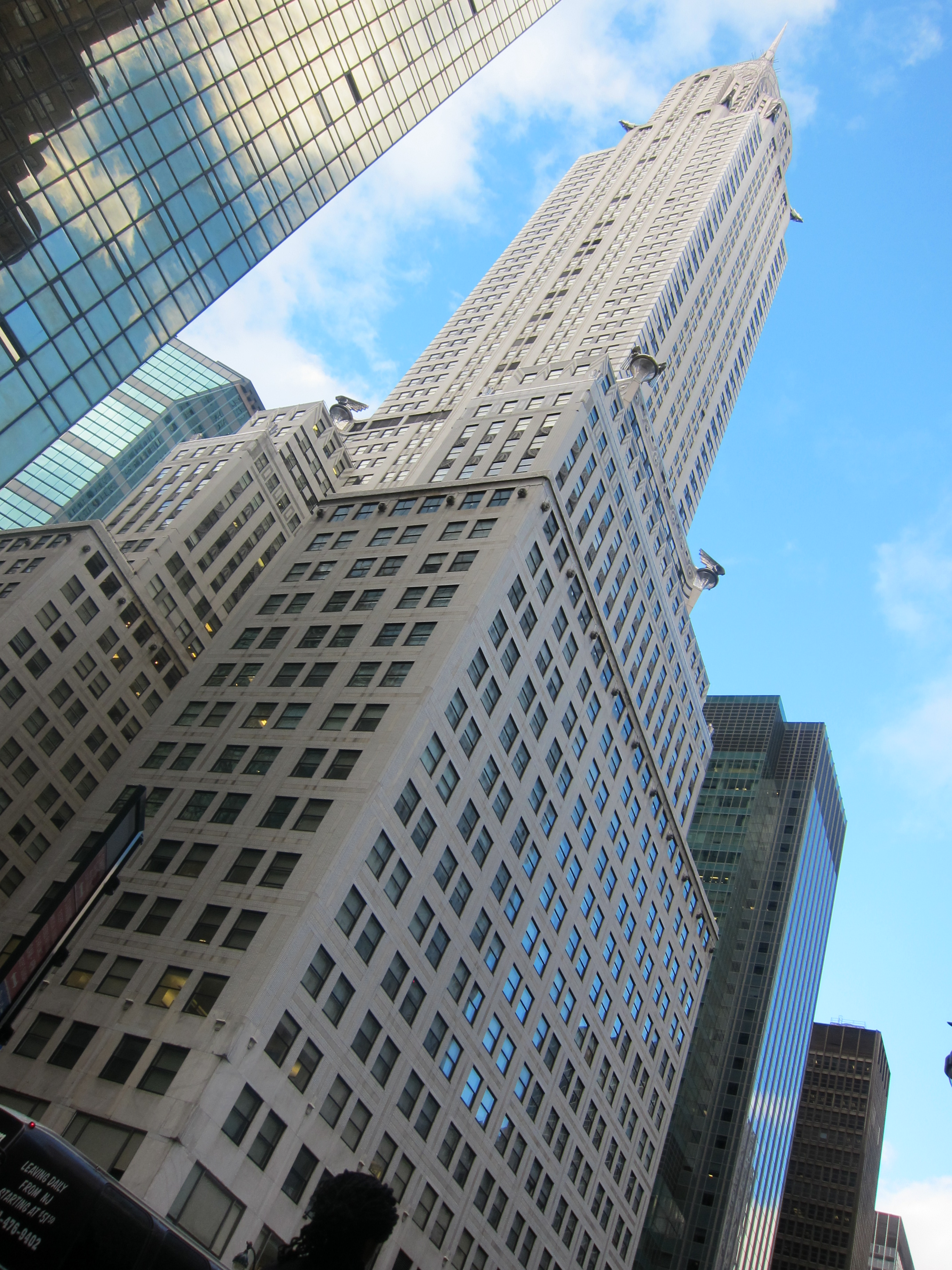
東42丁目から見たクライスラー
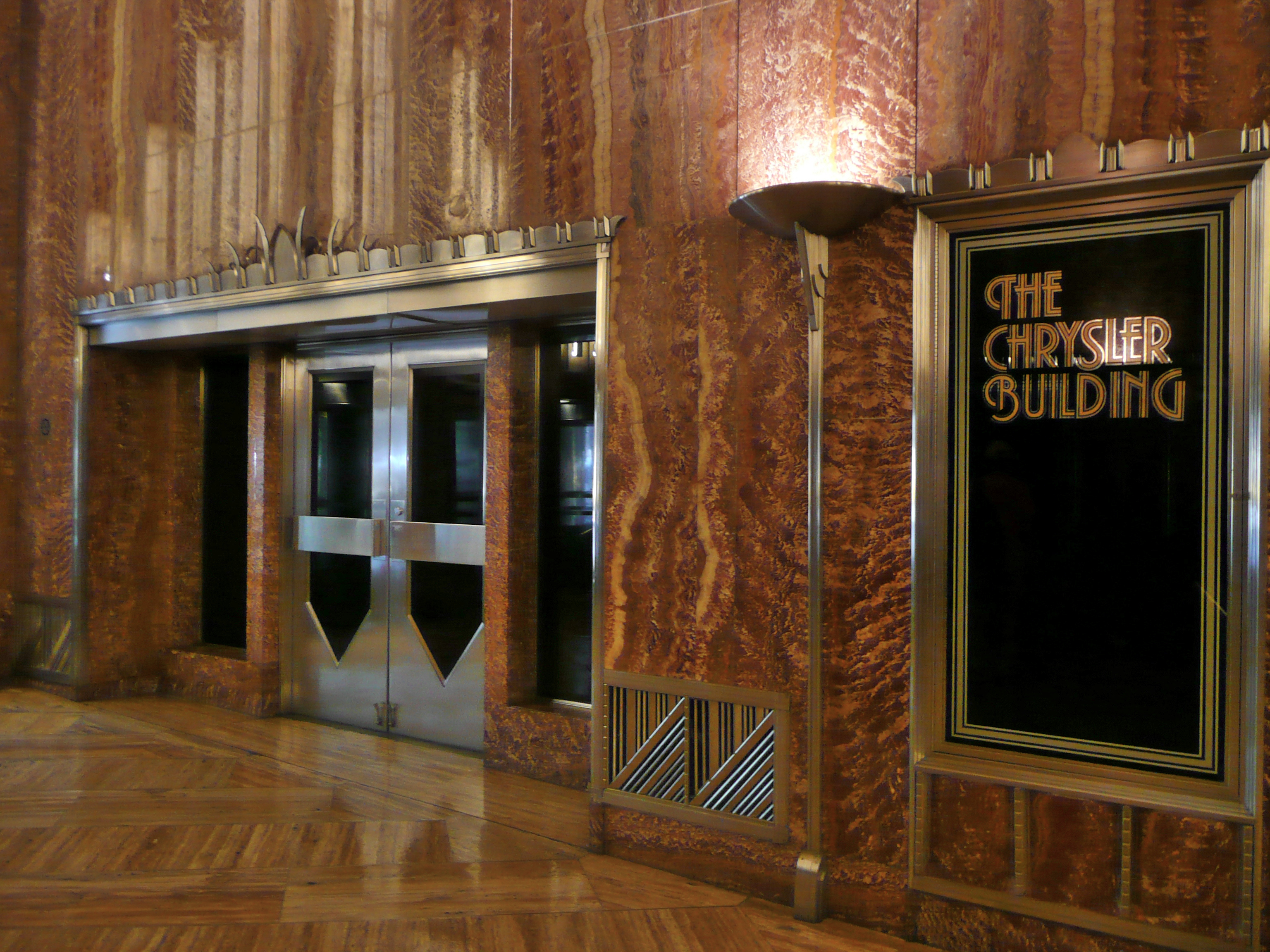
内装
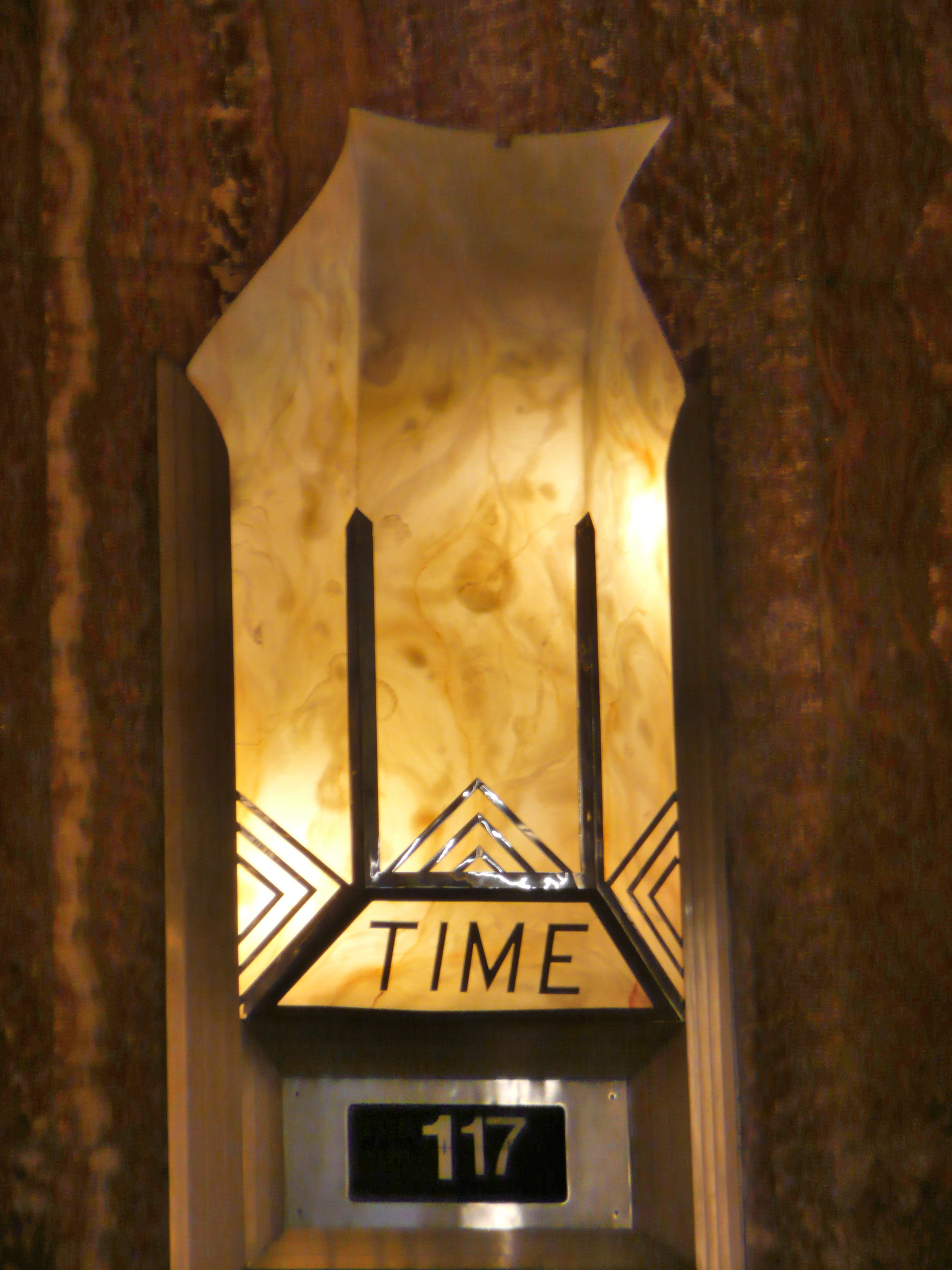
内装